# Egodistonična seksualna orijentacija
Egodistonična seksualna orijentacija je egodistonični mentalni poremećaj koji se karakteriše seksualnom orijentacijom ili privlačnošću koja je u suprotnosti sa idealizovanom sopstvenom slikom (енгл. self-image). Ona uzrokuje anksioznost i želju da osoba promeni svoju seksualnu orijentaciju kako bi druga seksualna orijentacija za nju postala ugodnija (konformnija).
Osoba sa ovim poremećajem opisuje nezadovoljstvo urođenom seksualnom orijentacijom, kao sukob između seksualne orijentacije koju želi i seksualne orijentacije koju zapravo poseduje.
Stanje istopolnih osoba, koje pate od egodistonične seksualne orijentacije, medicina svrstava pod mentalni poremećaj (F66.1), i tim osobana je prema preporukama SZO predviđena mogućnost lečenja u skladu sa pozitivnim propisima koje donosi svaka zemlja-članica pojedinačno.

## Pojam egodistonija
Etimologija
Egodistonija je kao neologizam nastala od reči „ego” (sam) i „distonija” (strani).
Definicija
Poremećaj, događaj ili ponašanje osobe, koje ista doživljava kao neprijatno i suprotno svojim vrednostima.
Primer: opsesivno-kompulzivni poremećaj, egodistonična seksualna orijentacija...

## Opšta razmatranja
Prem međunarodnoj klasifikaciji bolesti (izd. 2016) psihološki poremećaji i poremećaji ponašanja povezani s polnom orijentacijom i polnim razvojem svrstani su pod šifrom F66:
|      | Naziv                                | Opis |
| ---- | ------------------------------------ | --- |
| 66.0 | Poremećaj seksualnе zrelosti         | Pacijent pati od neizvesnosti o svom rodnom identitetu ili seksualnoj orijentaciji, što kod njega uzrokuje anksioznost ili depresiju. Najčešće se to dešava kod adolescenata koji nisu sigurni da li su homoseksualni, heteroseksualni ili biseksualni u orijentaciji, ili kod osoba koje nakon perioda očigledno stabilne seksualne orijentacije (često u dugotrajnoj vezi) otkriju da se njihova seksualna orijentacija menja. |
| 66.1 | Egodistonična seksualna orijentacija | Iako nema sumnje u vezi sa polnim identitetom (homoseksualni, heteroseksualni, biseksualni ili prepubertetni) ili polnom sklonošću, osoba želi da bude drugačija — zbog prisutnih psiholoških i bihevioralnih poremećaja; može čak tražiti tretman da se promeni. |
| 66.2 | Poremećaj polnog odnosa partnera     | Identitet roda ili polna orijentacija (heteroseksualna, homoseksualna ili biseksualna) odgovorni su za teškoće u uspostavljanju ili održavanju veze s polnim partnerom. |

U njihovom opisu, kao što vidimo ne pominje se pol nego samo rod, a naglašava se da polna orijentacija sama po sebi ne treba da se smatra poremećajem. Drugim rečima, ako istopolna osoba ne želi promeniti svoju seksualnu orijentaciju, onda je zdrava; a ako је nezadovoljna njome i želi je promeniti, onda je u skladu sa F66 bolesna — ili pojednostavljenim jezikom prof. dr sc. Matka Marušića rečeno:
Budući da po rečenoj definiciji (u F66) polna orijentacija, npr. homoseksualnost, nije poremećaj, ali može imati poremećaj kao želju da se promeni polna orijentacija, ispada da je zdrav homoseksualac koji ne želi promeniti svoju seksualnu orijentaciju, a ima poremećaj (bolestan je) onaj koji je želi promeniti. Po toj logici, zdrav je heteroseksualac koji to želi ostati, a onaj koji polnu orijentaciju želi promeniti — ima poremećaj. Budući da se homoseksualnost i heteroseksualnost tretiraju jednako (kao polna orijentacija), proističe da je homoseksualac — heteroseksualac s poremećajem i obrnuto.
Takođe, u dijagnostičkom priručniku za mentalne poremećaje uočava se da seksualna orijentacija nije sama po sebi poremećaj, pa Svetska zdravstvena organizacija (SZO) u skladu s tim uočava da svaka posebna seksualna orijentacija (heteroseksualnost, homoseksualnost ili biseksualnost) nije mentalni poremećaj sam po sebi.
Za sada su, LGB aktivisti uspeli da istopolnost kao polnu orijentaciju skinu s liste duševnih bolesti (poremećaja) ali sve druge polne devijacije i dalje se tretiraju kao bolest. To potvrđuje Međunarodna statistička klasifikacija bolesti (izd. 2016), koja i dalje u svojoj klasifikaciji navodi pod šiframa:
- F64.0 — transseksualnost,
- F64.1 — dualni transvestizam,
- F64.2 — poremećaj rodnog identiteta od detinjstva,
- F64.3 — drugi poremećaji rodnog identiteta,
- F65.0 — fetišizam,
- F65.1 — fetišistički transvestizam,
- F65.2 — egzibicionizam,
- F65.3 — voajerizam,
- F65.4 — pedofilija,
- F65.5 — sadomazohizam i sl., pod duševne bolesti.

Čak je i za istopolne osobe ili LGBT predviđena mogućnost lečenja, samo ne pod nazivom „istopolnost” već pod nazivom „egodistonična seksualna orijentacija” (F66.1), od čega pate oni koji su svesni svoje seksualne orijentacije ali je žele promeniti.

## Kada je seksualna orijentacija poremećaj?
Svetska zdravstvena organizacija (SZO) navodi egodistoničnu seksualnu orijentaciju u ICD-10 (pod šifrom F66.1) — kao poremećaj seksualnog razvoja i orijentacije. Kao dijagnozu SZO obuhvata ona stanja kada je rodni identitet ili seksualna orijentacija jasna, ali osoba ima poremećaj u ponašanju ili psihološki poremećaj ili duševnu bolest, koji ga čini takvim da uporno želi i nastoji da promeni seksualnu otijentaciju koju poseduje po rođenju. Kada je SZO eliminisala homoseksualnost sa svoje liste mentalnih bolesti, ICD-10, ona je uvela dijagnozu — egodistonična seksualna orijentacija — među psihološke poremećaje i poremećaje ponašanja vezane za razvoj i seksualnu orijentaciju.
ICD.10 SZO dijagnozu — egodistonična seksualna orijentacija — definiše na sledeći način: orijentacija ili seksualna preferencija (heteroseksualna, homoseksualna ili biseksualna) nije sumnja u bolest, ali pacijent koji želi da bude drugačiji zbog sa seksualnošću povezanih psiholoških poremećaja i poremećaja ponašanja može da duševno pati i zato može da traži tretman da bi to stanje promenio. U tom smislu, SZO ističe kao kodeks ponašanja:
Seksualnu orijentaciju samu po sebi ne treba smatrati poremećajem, a želju za promenom orijentacije često treba shvatiti kao mentalni poremećaj, nastao kao rezultat nepovoljnih i netolerantnih stavova u društvu ili konflikta između seksualnih potreba i sistema veroispovesti ... navodeći pri tome da je u kasnom modernom periodu, medicinska i mentalna zdravstvena profesija dodala novu vrstu stigmatizacije i diskriminacije konceptualizaciju i lečenje homoseksualnosti kao mentalne bolesti ili poremećaja.

## Terapija
Terapiju egodistonične seksualne orijentacije treba pre svega shvatiti kao skup mera i postupaka medicinske i psihološke podrške koje treba da pomognu istopolnim osobama; da prevaziđu mentalne poteškoće izazvane neusklađenom seksualnom orijentacijom i pravilno spoznaju stigmatizacije porodice, najbližeg i šireg okruženja, koja možda u njima proizvedi taj nesklad i nezadovoljstvo seksualnom orijentacijom. Pri tome treba imati neprestano u vidu da egodistoničnu seksualne orijentacije ne treba mešati sa bilo kojim pokušajem „lečenja seksualnosti homoseksualnih osoba“ što je jednako apsurdno kao i pokušaj promene seksualnih nagona u osoba heteroseksualne orijentacije.
Postoji mnogo načina na koji LGBT osoba sa egodistonijom može da dobije terapiju za neusklađenu seksualnu orijentaciju, iako istovremeno ne postoji poznata i zvanično priznata terapija za pojedine vrste egodistonične seksualne orijentacija. Terapija može biti usmerena na:
- promenu seksualne orijentacije,
- promenu eksualnog ponašanja
- pomaganje pacijentima da se osećaju ugodnije sa svojom seksualnom orijentacijom i ponašanjem.

Jedno istraživanje je predložilo proučavanje istopolnih aktivnosti kojima bi se istopolnim osobama olakšala posvećenost braku mešovite orijentacije i monogamiji.
Tretman može uključivati i metode ili postupke promene seksualne orijentacije kako bi se ublažio stres.
Pored toga, neke osobe traže „spas” u neprofesionalnim metodima, kao što je versko savetovanje ili učešće u bivšoj gej grupi.
Suprotstavljeni stavovi
Grupa za ljudska prava optužile je neke zemlje da sprovodi ove tretmane, mimo propisa, sa egodistoničnim homoseksualcima.
Da bi se izbegle sve dileme i optužbe grupa za ljudska prava, lekari (bez obzira na njiohov lični stav i versko opredeljenje) koji se bave lečenjem osoba sa egodistoničnom seksualnom orijentacijom moraju da razviju i održavaju nivo kompetencije u radu sa gej muškarcima lezbejskama i biseksualnim pojedincima. Oni moraju pre pristupanja terapiji da preispitaju svoje emocionalne reakcije prema homoseksualnosti, i da su sigurni da su u stanju da pruže negu i da saosećaju na profesionalan način oslobođeni predrasuda prema LGBT pojedincima sa kojima se često u praksi susreću.

## Spoljašnje veze
|  | Molimo Vas, obratite pažnju na važno upozorenje u vezi sa temama iz oblasti medicine (zdravlja). |